# Felicia
Felicia é um género botânico pertencente à família Asteraceae.

## Espécies
- Felicia abyssinica
- Felicia amelloides
- Felicia amoena
- Felicia australis
- Felicia bergeriana
- Felicia echinata
- Felicia erigeroides
- Felicia filifolia
- Felicia fruticosa
- Felicia heterophylla
- Felicia muricata
- Felicia namacuana
- Felicia rosulata
- Felicia uliginosa'